# Academia Aldina

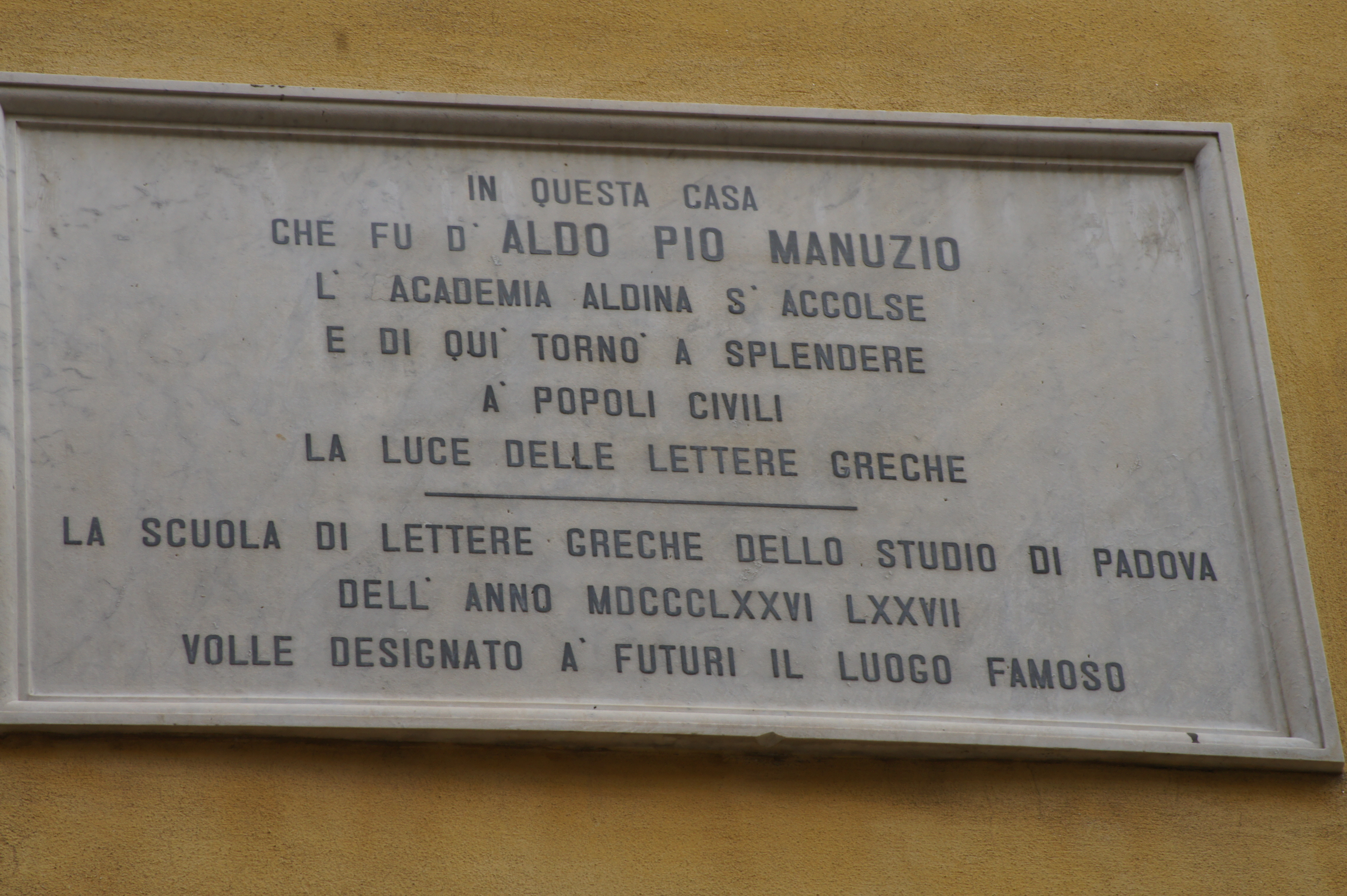
Placa en la sede de la Academia Aldina

La Academia Aldina fue una academia fundada en Venecia en 1494, en torno a la figura del editor local Aldo Manuzio, y se disolvió en 1515 tras la muerte de su fundador. 
La academia se centró en la arqueología y la filología, especialmente en la revisión de textos clásicos. Su principal objetivo fue promover la edición de estos textos, siendo la primera asociación de estudiosos en hacerlo. 

## Historia
La Academia, fue fundada en 1494 por el humanista e impresor veneciano Aldo Manucio con fines filológicos, tuvo el mérito de promover la edición e impresión de los clásicos griegos, latinos e italianos. Acogió a los principales humanistas de la época, como Pietro Bembo, Girolamo Fracastoro, Giovanni Battista Ramusio, Erasmo de Róterdam también formó parte de la Academia y editó para ella la edición de su propia 'Adagia' impreso por Manucio en 1508 . Durante las reuniones de la Academia se decidieron los textos a imprimir. Según algunos, tuvieron lugar en Campo Manin, según otros la sede de la Academia estaba en un palacio en 2310 del Rio Terà Secondo, en cuya fachada ahora está colocada la siguiente placa:

IN QUESTA CASA CHE FU D’ALDO PIO MANUZIO L’ACADEMIA ALDINA S’ACCOLSE E DI QUI TORNO’ A SPLENDERE A POPOLI CIVILI LA LUCE DELLE LETTERE GRECHE
 (En esta casa, que fue de Aldo Pio Manucio, la Accademia Aldina cobró vida y desde aquí volvió a brillar para las personas cultas la luz de las letras griegas.)

En la misma fachada, al número 2311, se encuentra esta otra placa:

MANUZIA GENS ERUDITORUM NEM IGNOTA HOC LOCI ARTE TIPOGRAPHICA EXCELLUIT
(En este lugar, el famoso grupo de eruditos reunidos en torno a Manuzio floreció gracias al arte de la imprenta)
Daniele Manin

La Academia Aldina dejó de existir en 1515 tras la muerte de su fundador.